# Лінн (Алабама)
Лінн (англ. Lynn) — місто (англ. town) в США, в окрузі Вінстон штату Алабама. Населення — 610 осіб (2020).

## Історія
Одним з перших населених пунктів в окрузі Вінстон округу став Лінн, яке було засноване в 1814 році. Лінн був названий по імені Джона Лінна — солдата конфедератів з Джорджії. Місто почало процвітати, коли на початку 1890-х років тут була побудована залізниця. Поштове відділення з'явилося 1 серпня 1888 року. Лінн був зареєстрований 29 квітня 1952 року.

## Географія
Лінн розташований за координатами 34°3′27″ пн. ш. 87°32′55″ зх. д. / 34.05750° пн. ш. 87.54861° зх. д. (34.057592, -87.548639).  За даними Бюро перепису населення США в 2010 році місто мало площу 27,62 км², з яких 27,58 км² — суходіл та 0,04 км² — водойми.

## Демографія
Згідно з переписом 2010 року, у місті мешкало 659 осіб у 279 домогосподарствах у складі 192 родин. Густота населення становила 24 особи/км².  Було 336 помешкань (12/км²).
Расовий склад населення:
| - 98,0 % — білих - 0,3 % — корінних американців |

До двох чи більше рас належало 1,5 %. Частка іспаномовних становила 0,9 % від усіх жителів.
За віковим діапазоном населення розподілялося таким чином: 21,1 % — особи молодші 18 років, 59,6 % — особи у віці 18—64 років, 19,3 % — особи у віці 65 років та старші. Медіана віку мешканця становила 43,8 року. На 100 осіб жіночої статі у місті припадало 91,0 чоловіків;  на 100 жінок у віці від 18 років та старших — 88,4 чоловіків також старших 18 років.
Середній дохід на одне домашнє господарство  становив 38 588 доларів США (медіана — 33 452), а середній дохід на одну сім'ю — 42 844 долари (медіана — 36 667). За межею бідності перебувало 27,9 % осіб, у тому числі 50,5 % дітей у віці до 18 років та 8,2 % осіб у віці 65 років та старших.
Цивільне працевлаштоване населення становило 195 осіб. Основні галузі зайнятості: освіта, охорона здоров'я та соціальна допомога — 21,0 %, виробництво — 18,5 %, роздрібна торгівля — 16,9 %.